# Велинг, Ульрих
У́льрих Ве́линг (нем. Ulrich Wehling; 8 июля 1952, Галле) — немецкий двоеборец, представлявший на международном уровне ГДР, трёхкратный олимпийский чемпион, чемпион мира.

## Карьера
Первого успеха добился в 1971 году, выиграв индивидуальное золото на юниорском чемпионате мира, который проходил в Нессельванге. Спустя год принял участие на Олимпиаде в Саппоро, где достаточно неожиданно выиграл золотую медаль. После прыжковой части состязаний Ульрих занимал четвёртое место, а в лыжной гонке показал второе время, что позволило ему опередить финна Рауно Миеттинена и своего соотечественника Карл-Хайнца Люка. Став чемпионом в 19 лет и 5 месяцев Велинг стал самым молодым олимпийским чемпионом в истории двоеборья. Этот рекорд не превзойден до сих пор (по состоянию на 2014 год).
Через два года, на чемпионате мира, который проходил в Фалуне Велинг стал чемпионом мира, обойдя соотечественника Гюнтера Декерта и поляка Штефана Хулу. На Олимпиаде в Инсбруке Ульрих выиграл прыжковую часть состязаний, после чего довёл соревнования до общей победы, став двукратным олимпийским чемпионом. Не столь удачно немец выступил на чемпионате мира 1978 года в Лахти. После прыжковой стадии он был только восьмым, но в итоге смог подняться на третью строчку, добыв бронзовую медаль.
Последним крупным стартом Велинга стала Олимпиада в Лэйк-Плэсиде, где он добыл третью золотую медаль, захватив лидерство уже после прыжковой части. Третья подряд победа в одной и той же дисциплине поставила Ульриха Велинга на одну ступень с известным шведским фигуристом Гиллисом Графстрёмом, который выигрывал турнир фигуристов на трёх Играх подряд (одни из которых были летними). Позднее результат Графстрёма и Велинга повторил немецкий саночник Георг Хакль, выигравший три подряд Олимпиады в 1990-х годах.
Помимо олимпийских успехов Велинг удачно выступал на Холменколленских играх, выиграв их трижды подряд в 1975—1977 годах. За это достижение он был награждён Холменколленской медалью.
После окончания спортивной карьеры работал в аппарате Международной лыжной федерации. 20 лет был техническим директором Кубка мира по двоеборью. Этот пост он покинул в 2012 году и в настоящее время проживает в Швейцарии.